# 퍼스트 리폼드
《퍼스트 리폼드》(영어: First Reformed)는 2017년 제작된 미국의 드라마, 스릴러 영화이다. 폴 슈레이더가 감독과 각본을 맡았다. 제74회 베네치아 국제 영화제에서 상영되었다.

## 출연진
- 이선 호크 - 톨러 역
- 아만다 사이프리드 - 메리 역
- 세드릭 더 엔터테이너 - 제퍼스 역
- 빅토리아 힐 - 에스더 역
- 필립 에팅거 - 마이클 역
- 마이클 가스톤 - 조연
- 빌 호그 - 조연